# Бред Лауер
Бред Лауер (англ. Brad Lauer; нар. 27 жовтня 1966, Гумбольдт, Саскачеван) — канадський хокеїст, що грав на позиції крайнього нападника.

## Ігрова кар'єра
Хокейну кар'єру розпочав 1983 року в ЗХЛ.
1985 року був обраний на драфті НХЛ під 34-м загальним номером командою «Нью-Йорк Айлендерс». 
Протягом професійної клубної ігрової кар'єри, що тривала 17 років, захищав кольори команд «Нью-Йорк Айлендерс», «Чикаго Блекгокс», «Оттава Сенаторс», «Піттсбург Пінгвінс», «Спрингфілд Індіанс», «Кепітал Дістрікт Айлендерс», «Індіанаполіс Айс», «Лас-Вегас Тандер», «Клівленд Ламберджекс», «Юта Гріззліс» та «Шеффілд Стілерс».
Загалом провів 357 матчів у НХЛ, включаючи 34 гри плей-оф Кубка Стенлі.

## Тренерська кар'єра
30 липня 2007 очолив фарм-клуб «Нашвілл Предаторс» у АХЛ «Мілвокі Едміралс», який тренував до кінця сезону 2008/09 років.
23 липня 2009 стає асистентом головного тренера «Оттава Сенаторс» Корі Клоустона, 9 квітня 2011 пішов у відставку.
У сезоні 2011/12 очолив фарм-клуб «Анагайм Дакс» «Сірак'юс Кранч», проте вже з 30 листопада 2011 перейшов на посаду асистента головного тренера до «могучих качок». 
Проживає в Анахаймі разом з сім'єю (дружиною та двома дітьми).

## Статистика
| Сезон        | Клуб                         | Ліга         | Регулярний сезон | Регулярний сезон | Регулярний сезон | Регулярний сезон | Регулярний сезон | Плей-оф | Плей-оф | Плей-оф | Плей-оф | Плей-оф |
| Сезон        | Клуб                         | Ліга         | І                | Г                | П                | О                | ШХ               | І       | Г       | П       | О       | ШХ      |
| ------------ | ---------------------------- | ------------ | ---------------- | ---------------- | ---------------- | ---------------- | ---------------- | ------- | ------- | ------- | ------- | ------- |
| 1983–84      | «Реджайна Петс»              | ЗХЛ          | 60               | 5                | 7                | 12               | 51               | 16      | 0       | 1       | 1       | 24      |
| 1984–85      | «Реджайна Петс»              | ЗХЛ          | 72               | 33               | 46               | 79               | 57               | 8       | 6       | 6       | 12      | 9       |
| 1985–86      | «Реджайна Петс»              | ЗХЛ          | 57               | 36               | 38               | 74               | 69               | 10      | 4       | 5       | 9       | 2       |
| 1986–87      | «Нью-Йорк Айлендерс»         | НХЛ          | 61               | 7                | 14               | 21               | 65               | 6       | 2       | 0       | 2       | 4       |
| 1987–88      | «Нью-Йорк Айлендерс»         | НХЛ          | 69               | 17               | 18               | 35               | 67               | 5       | 3       | 1       | 4       | 4       |
| 1988–89      | «Спрингфілд Індіанс»         | АХЛ          | 8                | 1                | 5                | 6                | 0                | —       | —       | —       | —       | —       |
| 1988–89      | «Нью-Йорк Айлендерс»         | НХЛ          | 14               | 3                | 2                | 5                | 2                | —       | —       | —       | —       | —       |
| 1989–90      | «Спрингфілд Індіанс»         | АХЛ          | 7                | 4                | 2                | 6                | 0                | —       | —       | —       | —       | —       |
| 1989–90      | «Нью-Йорк Айлендерс»         | НХЛ          | 63               | 6                | 18               | 24               | 19               | 4       | 0       | 2       | 2       | 10      |
| 1990–91      | «Кепітал Дістрікт Айлендерс» | АХЛ          | 11               | 5                | 11               | 16               | 14               | —       | —       | —       | —       | —       |
| 1990–91      | «Нью-Йорк Айлендерс»         | НХЛ          | 44               | 4                | 8                | 12               | 45               | —       | —       | —       | —       | —       |
| 1991–92      | «Індіанаполіс Айс»           | ІХЛ          | 57               | 24               | 30               | 54               | 46               | —       | —       | —       | —       | —       |
| 1991–92      | «Нью-Йорк Айлендерс»         | НХЛ          | 8                | 1                | 0                | 1                | 2                | —       | —       | —       | —       | —       |
| 1991–92      | «Чикаго Блекгокс»            | НХЛ          | 6                | 0                | 0                | 0                | 4                | 7       | 1       | 1       | 2       | 2       |
| 1992–93      | «Індіанаполіс Айс»           | ІХЛ          | 62               | 50               | 41               | 91               | 80               | 5       | 3       | 1       | 4       | 6       |
| 1992–93      | «Чикаго Блекгокс»            | НХЛ          | 7                | 0                | 1                | 1                | 2                | —       | —       | —       | —       | —       |
| 1993–94      | «Оттава Сенаторс»            | НХЛ          | 30               | 2                | 5                | 7                | 6                | —       | —       | —       | —       | —       |
| 1993–94      | «Лас-Вегас Тандер»           | ІХЛ          | 32               | 21               | 21               | 42               | 30               | 4       | 1       | 0       | 1       | 2       |
| 1994–95      | «Клівленд Ламберджекс»       | ІХЛ          | 51               | 32               | 27               | 59               | 48               | 4       | 4       | 2       | 6       | 6       |
| 1995–96      | «Піттсбург Пінгвінс»         | НХЛ          | 21               | 4                | 1                | 5                | 6                | 12      | 1       | 1       | 2       | 4       |
| 1995–96      | «Клівленд Ламберджекс»       | ІХЛ          | 53               | 25               | 27               | 52               | 44               | —       | —       | —       | —       | —       |
| 1996–97      | «Клівленд Ламберджекс»       | ІХЛ          | 64               | 27               | 21               | 48               | 61               | 14      | 4       | 6       | 10      | 8       |
| 1997–98      | «Клівленд Ламберджекс»       | ІХЛ          | 68               | 22               | 33               | 55               | 74               | 10      | 0       | 3       | 3       | 12      |
| 1998–99      | «Юта Гріззліс»               | ІХЛ          | 78               | 31               | 30               | 61               | 68               | —       | —       | —       | —       | —       |
| 1999–00      | «Юта Гріззліс»               | ІХЛ          | 71               | 26               | 22               | 48               | 73               | 5       | 0       | 1       | 1       | 2       |
| 2000–01      | «Юта Гріззліс»               | ІХЛ          | 73               | 15               | 23               | 38               | 70               | —       | —       | —       | —       | —       |
| 2001–02      | «Шеффілд Стілерс»            | БЕЛ          | 47               | 13               | 13               | 26               | 62               | 7       | 1       | 3       | 4       | 6       |
| Усього в НХЛ | Усього в НХЛ                 | Усього в НХЛ | 323              | 44               | 67               | 111              | 218              | 34      | 7       | 5       | 12      | 24      |